# Yekaterina Andryushina
Yekaterina Sergeyevna Andryushina (Moscou, 17 de agosto de 1985) é uma handebolista profissional russa, medalhista olímpica.
Yekaterina Andryushina fez parte do elenco medalha de prata, de Pequim 2008.